# Suasa madaura
Suasa madaura är en fjärilsart som beskrevs av Hans Fruhstorfer 1912. Suasa madaura ingår i släktet Suasa och familjen juvelvingar. Inga underarter finns listade i Catalogue of Life.